# スキッフ・香西彗星
スキッフ・香西彗星（すきっふ・こうさいすいせい、Comet Skiff-Kosai、D/1977 C1）は、1986年に、過去の写真から発見された短周期彗星である。

## 発見事情
1986年9月、ローウェル天文台のブライアン・スキッフは、パロマー天文台のチャールズ・トーマス・コワルが1977年2月13.43日（UT）にしし座を撮影した写真プレート上から17.5等級の彗星状天体を発見した。
スキッフの発見が報告されると、ブライアン・マースデンは、1977年に木曽観測所の香西洋樹と古川麒一郎が行っていた小惑星探索により、17.5等級の新小惑星として報告されていた1977 DV3と同一であることを突き止めた。香西は2月18.63日と19.57日の4枚の写真プレートから検出していた。原板上では彗星像と思われるが、運動が小惑星とほとんど同じで判別が困難であったという。
これらの観測から暫定軌道が計算されると、さらに木曽観測所で撮影された1977年3月12日の観測も発見され、1ヶ月間の8個の観測位置から短周期彗星の軌道が計算された。近日点通過が1976年であったことから、当時の確定番号1976 XVIが与えられた。周期の誤差は1週間程度と見積もられた。
以上の状況から、発見前の1984年の回帰は見のがされ、1991年が予報に基づく最初の回帰となったが、未検出に終わった。その後の回帰でも検出されず、現在は見失われた彗星と見なされている。